# 1828 na música

## Nascimentos
| Data          | Nome        | Profissão  | Nacionalidade | Observações | Ref |
| ------------- | ----------- | ---------- | ------------- | ----------- | --- |
| 17 de Janeiro | Ede Reményi | violinista | Hungria       | m. 1898     |     |

## Mortes
| Data           | Nome           | Profissão  | Nacionalidade | Observações | Ref |
| -------------- | -------------- | ---------- | ------------- | ----------- | --- |
| 8 de Maio      | Mauro Giuliani | compositor | Itália        | n. 1781     |     |
| 19 de Novembro | Franz Schubert | compositor | Áustria       | n. 1797     |     |